# Přiznání (film, 1950)
Přiznání je české filmové drama z roku 1950, které natočil režisér Jiří Lehovec podle scénáře Josefa Neuberga a Františka Vlčka. Černobílý snímek trvá 96 minut.

## Obsazení
| Oldřich Lukeš              | Urban               |
| Oldřich Vykypěl            | Šoltys              |
| Antonie Hegerlíková        | Anča                |
| Jana Dítětová              | Julča               |
| František Kreuzmann starší | Rezek               |
| Jaroslav Seník             | Kolátor             |
| František Holar            | Trmal               |
| Felix le Breux             | JUDr. Lorenc        |
| Stanislav Langer           | předseda soudu      |
| Bedřich Vrbský             | státní zástupce     |
| František Vnouček          | JUDr. Vlach         |
| J. O. Martin               | Suchý               |
| Jiří Sovák                 | Jareš               |
| Bohumil Machník            | Kouša               |
| Ella Nollová               | Mikotová            |
| Karel Holek                | Vondrák             |
| Emil Kavan                 | úředník             |
| Jitka Lešáková             | zapisovatelka       |
| Lubomír Lipský             | topič Franta        |
| Josef Příhoda              | zřízenec Trčka      |
| Josef Kozák                | zedník Severa       |
| Jan S. Kolár               | advokát             |
| Richard Antonín Strejka    | přísedící           |
| Jiří Majer                 | přísedící           |
| Jiřina Sedlářová           | ošetřovatelka       |
| František Kovářík          | děda                |
| Věra Kalendová             | hostinská           |
| Antonín Holzinger          | hostinský           |
| Jan W. Speerger            | číšník              |
| Rudolf Deyl mladší         | dělník Jareš        |
| Radovan Lukavský           | dělník              |
| Miroslav Homola            | JUDr. Nettik        |
| Zdeněk Hodr                | soudní zapisovatel  |
| Zdeněk Šavrda              | soudní zřízenec     |
| František Marek            | porotce             |
| Emil Bolek                 | dělník              |
| Vladimír Svitáček          | dělník Prokop       |
| Antonín Šůra               | dělník              |
| Věra Váchová               | sekretářka          |
| Vítězslav Boček            | přednosta stanice   |
| Rudolf Deyl starší         | předseda soudu      |
| Karel Houska               | Krucký              |
| Arna Pekárková             | členka závodní rady |
| Josef Chvalina             | porotce             |
| Karel Kocourek             | vrátný              |
| Ferdinand Jarkovský        | host v hospodě      |
| Jan Fischer                | pokladník na dráze  |